# McHale Park
 (mars 2025).
Le MacHale Park (en gaélique Páirc Mhic Éil) est le principal stade de sports gaéliques de la ville de Castlebar et du comté de Mayo.
Il porte le nom de John McHale, archevêque de Tuam de 1831 à 1881.
Il est l'enceinte des équipes de Football gaélique et de Hurling du comté de Mayo, ainsi que du club des Castlebar Mitchels GAA.
Ce stade accueille chaque année les finales des championnats de clubs en hurling et football gaélique du Comté de Mayo.

## Histoire
Les pourparlers avec les propriétaires du terrain sur lequel se trouve aujourd'hui le MacHale Park débutent en 1929, la transaction est conclue le 31 mars 1930, les travaux de construction débutent en janvier 1931, le montant des travaux s'élève à 1,700 livres irlandaises.
Les premiers matchs officiels à s'y tenir le 22 mars 1931, sont des rencontres minors opposant l'équipe locale de Castlebar à Balla et Ballina.
Le 19 avril 1931, Mayo reçoit Sligo pour le premier match inter-comté disputé au McHale Park, et ce dans le cadre de la National Football League, le match se solde par une victoire de Mayo sur le score de (0-07 à 0-02).
L'inauguration et l'ouverture officielle a lieu le 24 mai, 1931, 4 000 personnes viennent assister au match amical opposant Mayo à Kildare s'achevant sur un résultat de parité.
D'importants travaux d'agrandissement ont lieu entre 1950 et 1952, 18.000 places assises sont construites pour une somme de 15000£, portant la capacité d'accueil totale de l'enceinte à 40.000 places, le stade est à nouveau ouvert au public le 15 juin 1952, pour une rencontre amicale entre Mayo (champion d'Irlande en titre) et Meath.
À la fin des années 1980, la tribune "Gerry McDonald" se dote d'un toit.
En 1990, le comité GAA du Connacht accorde une aide au Roscommon GAA dans le but de faire du Dr.Hyde Park le stade principal de la province, en réaction le Mayo GAA et le club de Castlebar Mitchels entament un grand plan de réaménagement sur douze ans, de nouveaux vestiaires voient le jour ainsi que de nouvelles installations presse et des accès aux personnes handicapées.
En 2005, le comité GAA de Mayo devient propriétaire du stade avec un projet de modernisation à long terme.
Début 2008, de nouveaux travaux débutent qui doivent permettre entre autres à la tribune "Albany" située derrière l'un des deux buts de se doter de 10,000 places assises, faisant du même coup du MacHale Park le plus grand stade en capacité de places assises (42,000) d'Irlande derrière Croke Park à Dublin.
En plus de ses travaux, d'autres aménagements sont effectués, incluant la création d'un musée, des salles de sport en sous-sol, ainsi que de nouveaux bureaux pour le comité GAA du comté de Mayo. La facade de la tribune située sur la MacHale road fut détruite à l'occasion de ces derniers travaux de rénovation.
Le financement de cette opération, d'un coût de 16 millions d'euros, fut possible grâce aux droits d'appellation du stade (sponsorisé par la marque de vêtements "Elvery's" ainsi qu'à la billetterie.